# Districtul Wang Sai Phun
Wang Sai Phun (în thailandeză วังทรายพูน) este un district (Amphoe) din provincia Phichit, Thailanda, cu o populație de 25.541 de locuitori și o suprafață de 259,501 km².

## Componență
Districtul este subdivizat în 4 subdistricte (tambon), care sunt subdivizate în 57 de sate (muban).
| Nr. | Nume          | În thailandeză | Sate | Locuitori |  |
| --- | ------------- | -------------- | ---- | --------- |  |
| 1.  | Wang Sai Phun | วังทรายพูน       | 14   | 8,899     |  |
| 2.  | Nong Pla Lai  | หนองปลาไหล     | 16   | 5,163     |  |
| 3.  | Nong Phra     | หนองพระ        | 17   | 8,006     |  |
| 4.  | Nong Plong    | หนองปล้อง       | 10   | 3,473     |  |